# Proisotoma macgillivaryi
Proisotoma macgillivaryi är en urinsektsart som först beskrevs av Della Torre 1895.  Proisotoma macgillivaryi ingår i släktet Proisotoma och familjen Isotomidae. Inga underarter finns listade i Catalogue of Life.